# لاتشنوو
لاتشنوو (به چکی: Lačnov) یک منطقهٔ مسکونی در جمهوری چک است که در ناحیه وستین واقع شده‌است. لاتشنوو ۱۵٫۳۱ کیلومتر مربع مساحت و ۹۲۳ نفر جمعیت دارد و ۵۲۰ متر بالاتر از سطح دریا واقع شده‌است.